# Melissos ze Samu
Melissos ze Samu (řecky Μέλισσος) byl starořecký presokratovský filozof, státník a vojevůdce z 5. století př. n. l. Byl Hérakleitovým a Parmenidovým žákem, patřil k tzv. elejské (eleatské) škole. Zaobíral se především Parmenidovým pojmem bytí, přidal mu atributy prostorové a časové nekonečnosti, nicméně Parmenidovo učení fyzikalizoval, když nebytí ztotožnil s prázdným prostorem. Reformuloval starý homérský pojem hylé a dal mu význam hmoty. V politické sféře byl protivníkem Periklovým. Jako vojevůdce proslul nejvíce roku 442 př. n. l., když dle některých zdrojů velel samskému loďstvu, jež porazilo Athéňany.